# Utrpení mladého Werthera
Utrpení mladého Werthera (německy Die Leiden des jungen Werthers) je milostný román Johanna Wolfganga von Goetha z roku 1774. Inspirací prý byla Goethova nenaplněná láska k dívce jménem Charlotte Buff. Je psán formou dopisů v ich-formě. Příběh začíná tím, že se mladý umělec Werther přestěhuje do malého města Waldheim (jak autor v knize uvádí, má to být smyšlené místo, ve skutečnosti se jednalo o hesenské město Wetzlar), kde se seznamuje s venkovským životem. Seznámí se s Lottou, která je zasnoubena s postarším mužem Albertem. Werther se do Lotty hluboce zamiluje. Proto prožívá a ve svých dopisech popisuje neskutečné utrpení, které ho dovede až k sebevraždě. Děj knihy se odehrává během dvou let (dopisy začínají v květnu a končí následujícího roku v prosinci). Počasí a roční období se odrážejí na Wertherově myšlení, chování a pocitech.
Traduje se, že po vydání této knížky následovala vlna sebevražd. Pro toto tvrzení existují přímé i nepřímé důkazy. Studie mluví okolo tuctu takových případů. Mezi nepřímé důkazy patří fakt, že v čelo druhého vydání považoval Goethe za nutné umístit jako motto výstrahu pro senzitivní čtenáře: „Buď muž a nenásleduj mne!" Lidé se s Wertherem ztotožňovali a nacházeli v něm sami sebe. Wetzlar se stal poutním místem, kam jezdili zamilovaní mladí lidé. Goethe si tímto románem získal velkou slávu, i když se od něj ve starším věku distancoval. Kniha ovlivnila i tehdejší módu. Je založena na pocitech, dějová linie je potlačena. Byla přeložena do jazyků celé Evropy i mnoha zemí Asie.

## Děj

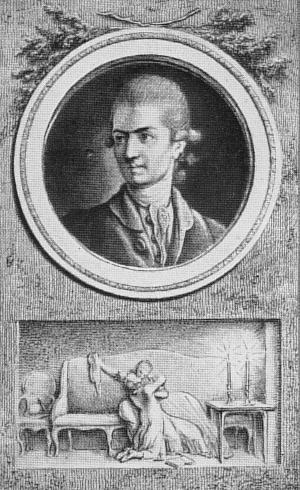
Werther, ilustrace Daniela Chodowieckého z roku 1775

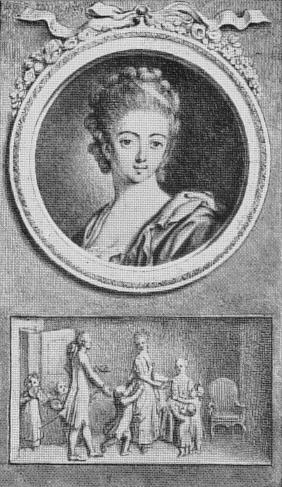
Lotta, ilustrace Daniela Chodowieckéhoi z roku 1775

Werther přijíždí na vesnici, aby se zde věnoval zejména malování. Po nějaké době, kdy si užívá samoty, jede Werther na ples v kočáře s několika přítelkyněmi. S nimi jede také Lotta. Mladé, hezké děvče, které má od matčiny smrti na povel celou domácnost. Lotta se má provdat za Alberta, dobrého a poctivého úředníka, který je nyní na cestách. Na plese tančí s Wertherem, který se do Lotty zamiluje.
Od tohoto dne ji navštěvuje skoro denně a podnikají dlouhé procházky. Po čase přijíždí Albert. Werther, který už nesnese déle pobývat v přítomnosti ženy, do které je bezhlavě zamilován, avšak která zároveň patří jinému, vstupuje do služeb na velvyslanectví. Seznamuje se zde s dívkou, která mu připomíná Lottu a tráví s ní nějaký čas. Dopisuje si s Lottou, která je již provdána za Alberta. Mezi ním a úředníky dochází k neshodám, rozhodne se tedy déle nezůstat a místo opouští.
Werther se vrací na venkov, kde se opět začne stýkat s Lottou. Albert začíná trochu žárlit, avšak jeho galantnost a povaha mu nedovoluje nahlas vyslovit své myšlenky. Před Vánocemi odjíždí Albert navštívit známé, Werther se opět schází s Lottou. Vyznává jí svou lásku. Ta poznává, že Werthera nejspíše také miluje, avšak její čest jí nedovolí klamat manžela. Werther odchází domů, napíše dlouhý dopis Lottě a pošle k Albertovi sluhu s prosbou o vypůjčení dvou zbraní, které dle svého tvrzení má na cestu, kterou hodlá vykonat. I když Lotta tuší nějaké neštěstí, postrkována Albertem je sluhovi předá.
Werther se o půlnoci téhož dne těžce zraní střelou z pistole. Ráno je nalezen sluhou, který jde neštěstí oznámit otci Lotty. Před polednem Werther umírá i se svými nenaplněnými city. Je pohřben u dvou lip; v místě, které si sám určil.

## Postavy
- Werther: Mladý malíř, příslušník německé střední třídy. Miluje přírodu, dlouhé procházky s Lottou, popisy přírody v knize. Nehne se bez Homérovy Odyssey, své nejoblíbenější knihy. Nesnáší rozdělení společnosti na stavy, protože brání navázání vztahu mezi lidmi. Je velmi citlivý ke svému okolí a silně zamilovaný do Lotty.
- Lotta: Milá, slušná žena z venkova. Provdala se za Alberta, kterého sice nemiluje, ale chová k němu úctu a je mu zavázána za vše co pro ni udělal. Má ráda Werthera, možná ho i miluje, ale odmítá ho z úcty ke svému manželovi.
- Albert: Úředník, který s Wertherem naváže přátelský vztah. Rozdělí je až Albertova oprávněná žárlivost a Wertherova láska k Lottě, ale Albertovi jeho vychování nedovoluje se nějak vyjádřit. Velmi čestný a dobře vychovaný muž.
- Vilém: Přítel Werthera, kterému je adresována většina dopisů (později jsou adresovány i Lottě).

## Adaptace

### Hudba
- Werther (1892), opera francouzského skladatele Julese Masseneta, libreto Édouard Blau. Paul Milliet a Georges Hartmann.
- Die Leiden des Junge Werther (1986), opera německého skladatele Hanse-Jürgena von Boseho.

### Film
- Werther (1910), francouzský němý film, režie Henri Pouctal.
- Werther (1922), francouzský němý film, režie Germaine Dulac.
- Werther (1938), francouzský film, režie Max Ophüls.
- Begegnung mit Werther (1949), německý film, režie Karl-Heinz Stroux.
- Die Leiden des jungen Werthers (1976), východoněmecký film, režie Egon Günther.
- Werther (1986), španělský film, režie Pilar Miró.
- Werther (1986), československo-německý televizní film, zpracování Massenetovy opery s Peterem Dvorským v titulní roli, režie Libor Dvorský a Petr Weigl.
- Страдания юного Вертера (2004, Stradanija junogo Vertera, ruský film, režie Esther Schaer.
- Werther (2008), německý televizní film, režie Uwe Janson.
- Werther (2010), francouzský televizní film, zpracování Massenetovy opery s Jonasem Kaufmannem v titulní roli, režie Benoît Jacquot.
- Werther (2020), rakouský televizní film, zpracování Masseneotvy opery s Piotrem Beczałou v titulní roli, režie Ella Gallieni.

## Česká vydání
- Utrpení mladého Werthera, Praha: Jan Otto 1901, přeložil Emanuel Miřiovský, znovu 1922 a 1928.
- Utrpení mladého Werthera, Praha: Jan Toužimský 1920, přeložil Oskar Reindl, znovu 1922.
- Utrpení mladého Werthera, Praha: František Topič 1925, přeložil Alfons Breska.
- Utrpení mladého Werthera, Praha: František Borový 1927, přeložil Erik Adolf Saudek.
- Utrpení mladého Werthera, Praha: Rudolf Kmoch 1942, přeložil Arno Kraus.
- Utrpení mladého Werthera, Praha: SNKLHU 1954, přeložil Oskar Reindl, znovu 1956.
- Utrpení mladého Werthera, Praha: SNKLU 1965, přeložil Erik Adolf Saudek.
- Utrpení mladého Werthera, Praha: Mladá fronta 1968, přeložil Erik Adolf Saudek.
- Utrpení mladého Werthera, Praha: Odeon 1968, přeložil Erik Adolf Saudek.
- Utrpení mladého Werthera, Praha: Aurora 1995, přeložil Erik Adolf Saudek, znovu 1999.
- Utrpení mladého Werthera, Praha: Odeon 2017, přeložila Jana Zoubková.
- Utrpení mladého Werthera, Praha: Československý spisovatel 2018, přeložil Erik Adolf Saudek.